# Aéroport Capitán Germán Quiroga Guardia
L'aéroport Capitán Germán Quiroga Guardia Airport (code IATA : SRJ • code OACI : SLSB) est un aéroport situé dans la ville de San Borja en Bolivie.

## Situation
| \| 20 km1:4 514 000 \| Camiri Chimoré Cobija Cochabamba El Trompillo Guayaramerín La Paz Oruro Potosí Puerto · Suárez Riberalta Rurrenabaque San Borja Santa Ana · del Yacuma Sucre Tarija Trinidad Uyuni Santa Cruz Yacuiba |
| 20 km1:4 514 000 |

## Compagnies et destinations
- Amaszonas : aéroport de Rurrenabaque, Trinidad
- TAM - Transporte Aéreo Militar : Trinidad

## Accident
Le 18 janvier 1976, un Douglas C-47 CP-573 de Frigorifico Maniqui s'écrase près de l'aéroport à la suite de la panne du moteur tribord. Le vol est domestique et sans passagers. Sept des dix personnes à bord sont tuées lors de l'accident.